# Raúl Castells
Raúl Castells (Rosario, 12 de diciembre de 1953) es un dirigente social y político argentino. Además, lidera el Movimiento Izquierda Juventud Dignidad (MIJD), uno de los principales grupos del llamado «movimiento piquetero».

## Biografía
Desde 1972 vivió por 20 años en Vicente López, en la zona norte del Gran Buenos Aires. A comienzos de la década de 1990 fundó junto a su segunda esposa, Nina Pelozo, el Movimiento Independiente de Jubilados y Desocupados (MIJD).

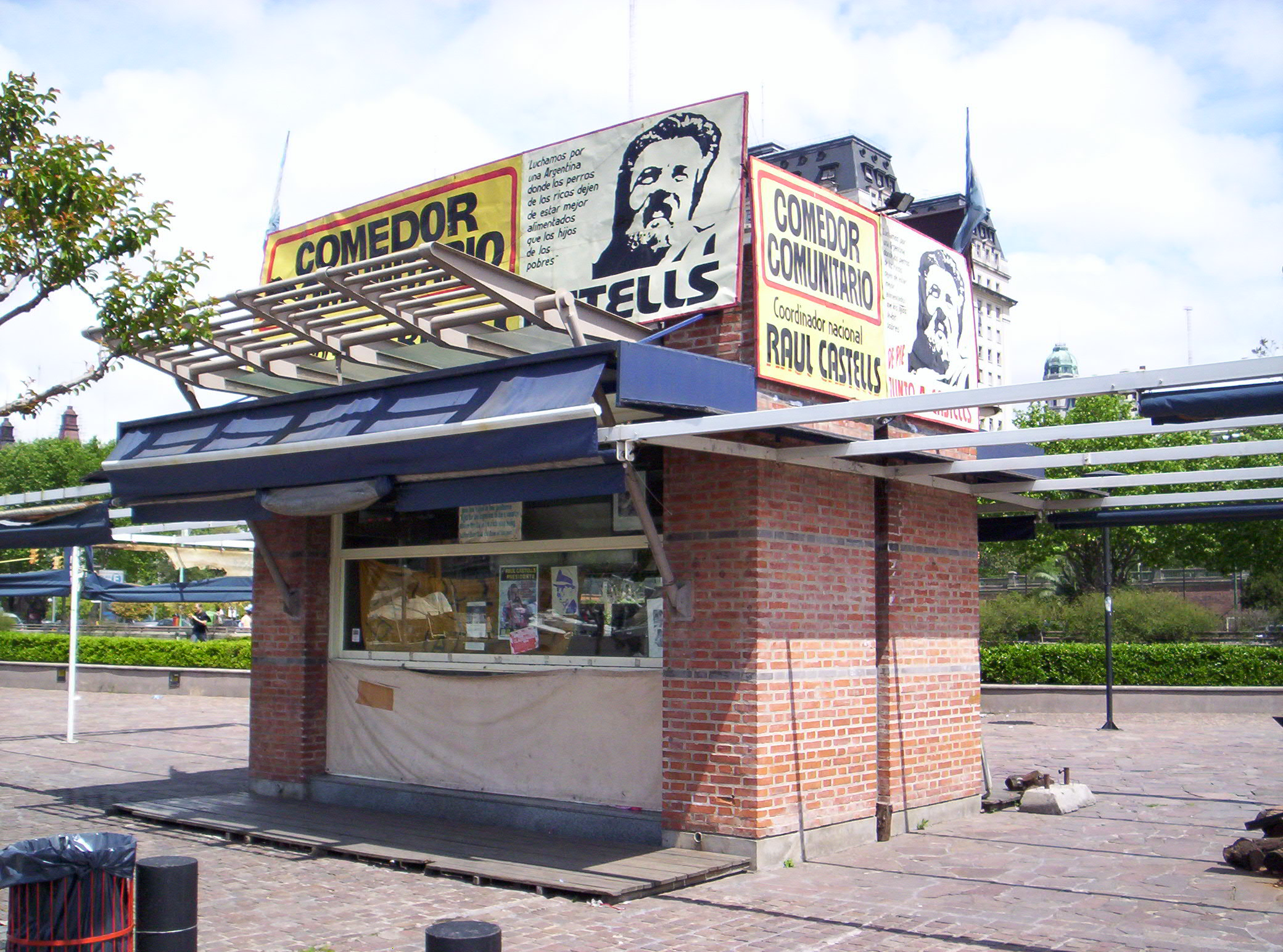
Comedor comunitario instalado por Raúl Castells en Puerto Madero.

Castells se ha caracterizado por sus acciones de alto impacto en los medios de comunicación, como la ocupación a la fuerza de sucursales de McDonald's y supermercados, para reclamar alimentos. En la Capital Federal ocupó un McDonald's para pedir que se entregue la conocida "Cajita feliz" y en la ciudad de Avellaneda bloqueó un supermercado Walmart. A raíz de estos hechos ha sido detenido en las décadas del 90 y la primera del siglo XXI. 
En el año 2004 fue acusado de extorsión tras la toma de un Casino chaqueño y llevado a juicio en 2006 donde fue encontrado inocente por contradicción en las declaraciones de los testigos. En esa toma la agrupación pidió a los directivos una colaboración para los pobres chaqueños, y recibieron 11 mil pesos.
Se ha realizado un documental sobre él y su movimiento llamado Raúl El Terrible, dirigido por el australiano David Bradbury, especializado en cine político y social.

## Candidaturas y alianzas
Fue candidato a Presidente de la Nación por su partido (MIJD), durante las elecciones presidenciales de 2007 en Argentina.
En 2011 fue candidato en dos provincias distintas con 20 días entre ambas elecciones ya que se postuló a gobernador de Santa Fe y a diputado nacional por la provincia de Buenos Aires.
En las elecciones provinciales de 2019 en Chaco se presenta como candidato a gobernador, con lo que es el primer dirigente argentino que se postuló a gobernador de dos provincias diferentes.
Para las elecciones PASO 2013, el líder piquetero coincidió con el partido de Mauricio Macri  (PRO) apoyando en Salta la candidatura a senador de Juan Carlos Romero, quién fuese gobernador de Salta imputado por varios escándalos de corrupción y trabajo esclavo en sus fincas. Se presentó en las elecciones de 2013 en la provincia de Salta con una alianza con el partido PRO de Mauricio Macri.

## Críticas
Castells, como el movimiento piquetero en general, recibe fuertes críticas y quejas de la opinión pública, debido a sus tácticas de corte de calles. En agosto de 2023 admitió ser unos de los organizadores de los saqueos masivos ocurridos en supermercados y otros negocios en Argentina.